# Tell al-Rimah
Koordinaten: 36° 15′ 25,5″ N, 42° 26′ 57,6″ O
Tell al-Rimah ist ein archäologischer Fundort im Dschabal Sindschar in der Irakischen Provinz Ninawa. Der Ort wird mit der altorientalischen Stadt Karana identifiziert.
Seton Lloyd führte 1938 im Dschabal Sindschar Surveys durch, wobei er auch diesen Fundort erfasste. Ausgrabungen fanden dann jedoch erst in den 1960er Jahren unter Leitung von David Oates statt.
Den Ergebnissen zufolge war der Ort spätestens ab dem 3. Jahrtausend v. Chr. besiedelt. Zur Blüte gelangte der Ort jedoch erst im 2. Jahrtausend. Archäologische Zeugnisse dieser Epoche umfassen einen Palast und einen Tempel. Politische Kontakte mit Zimri-Lim von Mari sind durch entsprechende Tontafelfunde belegt. Bekanntester Fund aus Tell al-Rimah ist jedoch eine Stele von Adad-nīrārī III.